# Seznam naselij Brodsko-posavske županije
Seznam naselij Brodsko-posavske županije.
Opomba: Naselja v ležečem tisku so opuščena.

## A
Adžamovci -

## B
Banićevac - Banovci - Bartolovci - Batrina - Baćin Dol - Bebrina - Benkovac - Beravci - Bečic - Bicko Selo - Bijela Stijena - Bili Brig - Blažević Dol - Bobare - Bodegraj - Bodovaljci - Brodski Stupnik - Brodski Varoš - Brodski Zdenci - Brčino - Brđani - Bukovica - Bukovlje -

## C
Cage - Cernik - Ciglenik -

## Č
Čajkovci - Čaprginci - Čelikovići - Čovac -

## D
Davor, Brodsko-posavska županija - Divoševci - Dolina, Vrbje - Donja Bebrina - Donja Vrba - Donji Andrijevci - Donji Bogićevci - Donji Crnogovci - Donji Lipovac - Donji Rogolji - Donji Slatinik - Donji Varoš - Dragalić - Dragovci - Drežnik - Dubovac - Dubovik - Dubočac -

## G
Garčin - Giletinci - Glogovica - Godinjak - Golobrdac - Gorice, Dragalić - Gornja Bebrina - Gornja Vrba - Gornji Andrijevci - Gornji Bogićevci - Gornji Crnogovci - Gornji Lipovac - Gornji Rogolji - Gornji Slatinik - Gornji Varoš - Grabarje - Gređani
 - Grgurevići - Grižići - Gromačnik - Gundinci - Gunjavci -

## J
Jakačina Mala - Jaruge - Ježevik -

## K
Kaniža, Bebrina - Kindrovo - Klakar - Klokočevik - Komarnica - Korduševci - Kosovac - Kovačevac - Krajačići - Kruševica - Kujnik - Kupina -

## L
Laze - Lađevac - Lještani - Ljupina - Lovčić - Lužani -

## M
Magić Mala - Mala Kopanica - Malino - Matković Mala - Mačkovac - Mašić - Medari -

## N
Nova Gradiška - Nova Kapela - Novi Grad - Novi Varoš - Novo Topolje -

## O
Okučani - Opatovac - Oprisavci - Opršinac - Oriovac - Oriovčić - Orubica - Oštri Vrh -

## P
Pavlovci - Pivare - Podcrkavlje - Podvinje - Podvrško - Poljanci - Poljane - Pričac - Prnjavor - Prvča -

## R
Radovanje - Rastušje - Ratkovac - Ravan - Rešetari - Rušćica -

## S
Sapci - Savski Bok - Selna - Seoce - Sibinj - Sikirevci - Sinlije - Siče - Sičice - Slavonski Brod - Slavonski Kobaš - Slavonski Šamac - Slobodnica - Smrtić - Sredanci - Srednji Lipovac - Stara Gradiška - Stara Kapela - Starci - Stari Perkovci - Stari Slatinik - Staro Petrovo Selo - Staro Topolje - Stružani - Stupnički Kuti - Svilaj -

## Š
Šagovina Cernička - Šagovina Mašićka - Širinci - Štivica - Šumetlica - Šumeće - Šušnjevci -

## T
Tisovac - Tomica - Trnakovac - Trnava, Gornji Bogićevci - Trnjani - Trnjanski Kuti -

## U
Uskoci -

## V
Velika Kopanica - Visoka Greda - Vladisovo - Vranovci - Vrbje - Vrbova - Vrbovljani - Vrhovina - Vrpolje -

## Z
Zadubravlje - Zapolje - Završje - Zbjeg - Zoljani -

## Ž
Živike - Žuberkovac